# Cheviot (Stany Zjednoczone)
Cheviot – miasto w Stanach Zjednoczonych, w południowo-zachodniej części stanu Ohio. Miejscowość leży na przedmieściach stolicy stanu Cincinnati, do którego aglomeracji należy. Liczba mieszkańców w 2000 roku wynosiła 9015.